# Nicolas Cordier
Nicolas Cordier, detto il Franciosino e in Italia chiamato anche Nicola Cordier o Niccolò Cordieri (Saint-Mihiel, 1567 circa – Roma, 1612), è stato uno scultore francese esponente del tardo manierismo, intagliatore di legno e restauratore di marmi antichi.
Nato intorno al 1567 a Saint-Mihiel, nei pressi di Nancy nella Lorena francese, qui ebbe modo di apprendere i primi rudimenti di scultura sulla pietra e sul legno. Giovanissimo, circa nel 1593, si trasferì Roma e qui lavorò fino alla morte, avvenuta alla giovane età di quarantacinque anni. La sua prima scultura nota, realizzata a Roma, in occasione del rinnovo del transetto della Basilica di San Giovanni voluto da papa Clemente VIII, fu un angelo posto a sinistra dell'altare del Sacramento. Alla morte del pontefice, dopo il brevissimo regno del successore Leone XI, divenne lo scultore di papa Paolo V.

## Biografia
Egli era originario della Lorena, da cui alcuni dei soprannomi che ricevette in Italia (Il Loreno, Lorenese, Niccolò Lorina o della Lorena). Egli non aveva alcun rapporto con uno scultore omonimo (Nicolaus Cordier quondam Mengyndi loco sancti Myel Verdunensis diocesis sculptor) menzionato in un documento databile al 1649, ossia 37 anni dopo la morte del Franciosino. Nicolas Cordier sarebbe nato a Saint-Mihiel, patria di Ligier Richier. Nicolas Cordier sarebbe stato l'alunno di Gérard Richier, figlio di Ligier.

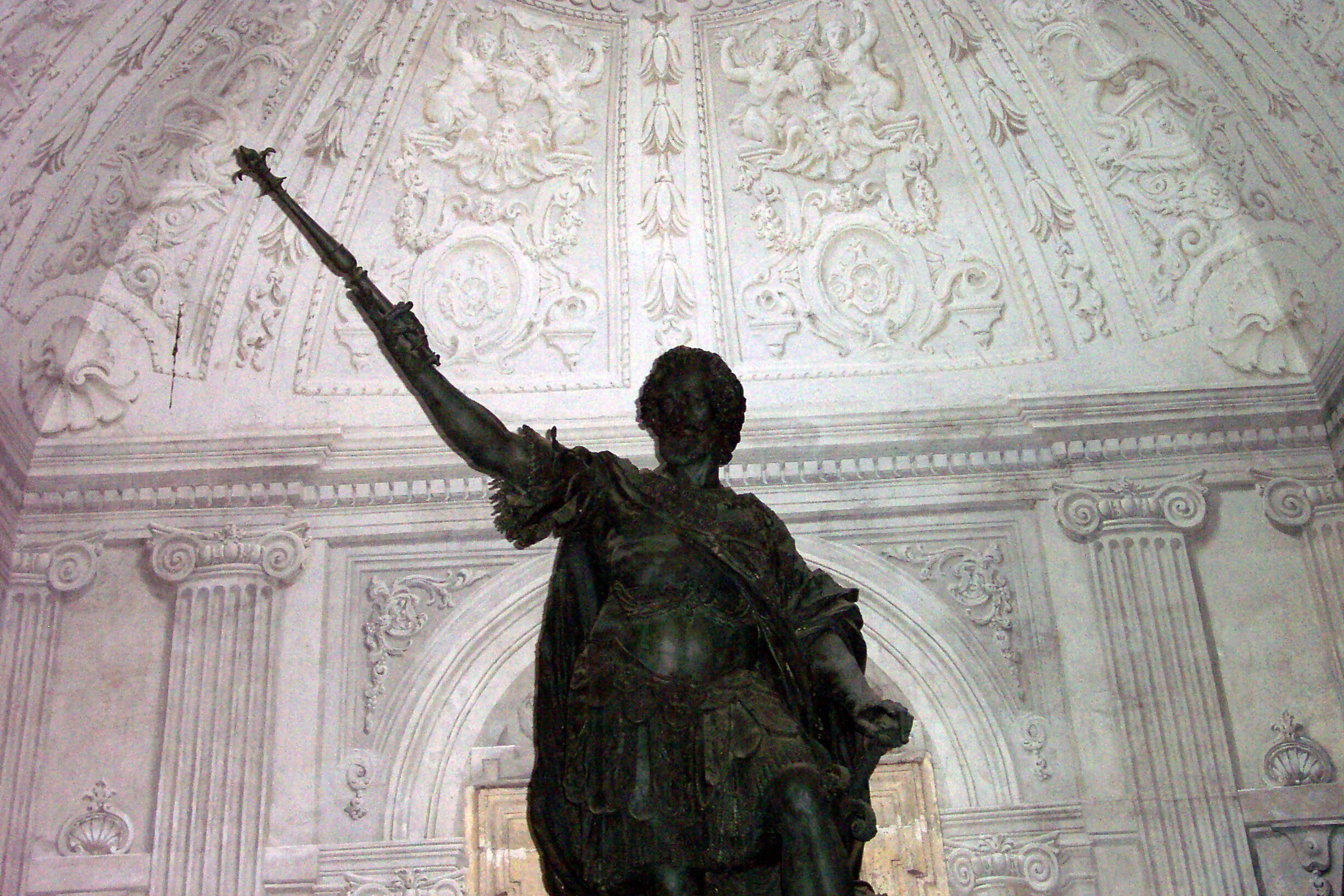
Un dettaglio della statua del re Enrico IV nella basilica di San Giovanni in Laterano, a Roma

Dopo un passaggio presso la corte nanceiese del duca Carlo III, fu sotto la protezione di quest'ultimo che Nicolas Cordier si stabilì a Roma nel 1592, dove mise su una bottega situata presso la via de' Pontefici prima del 1604 e dove si sposò nel 1607 con Cleria Quarta, figlia dell'architetto Muzio Quarta e figlioccia dell'architetto Domenico Fontana. Tra i mecenati e i committenti dello scultore figurano i papi Clemente VIII e Paolo V, come pure i cardinali Cesare Baronio, Paolo Emilio Sfondrati, Pietro Aldobrandini, nipote di Clemente VIII, Alessandro de' Medici (il futuro Leone XI), Maffeo Barberini (il futuro Urbano VIII), e Scipione Borghese, cugino di Paolo V.  In particolare, il cardinale Borghese gli fece restaurare il gruppo antico delle Tre Grazie e gli commissionò la realizzazione di sculture profane policrome a partire dai frammenti di altre statue dell'antichità. Nel 1606, i canonici lateranensi lo scelsero per immortalare il re di Francia Enrico IV.
Membro dell'accademia di San Luca dal 1604 (con il nome di "Nicolò Cordiero"), Cordier appartenne anche alla Pontificia Congregazione dei Virtuosi del Pantheon (come "Nicola Cordigheri da Lorena") e all'Università dei marmorari.
Afflitto dal troppo lavoro e dai dolori di stomaco, Nicolas Cordier morì nel 1612 nella sua casa situata nel territorio della parrocchia di Sant'Andrea delle Fratte. È sepolto a Roma nella chiesa francese della Trinità dei Monti.

## Opere

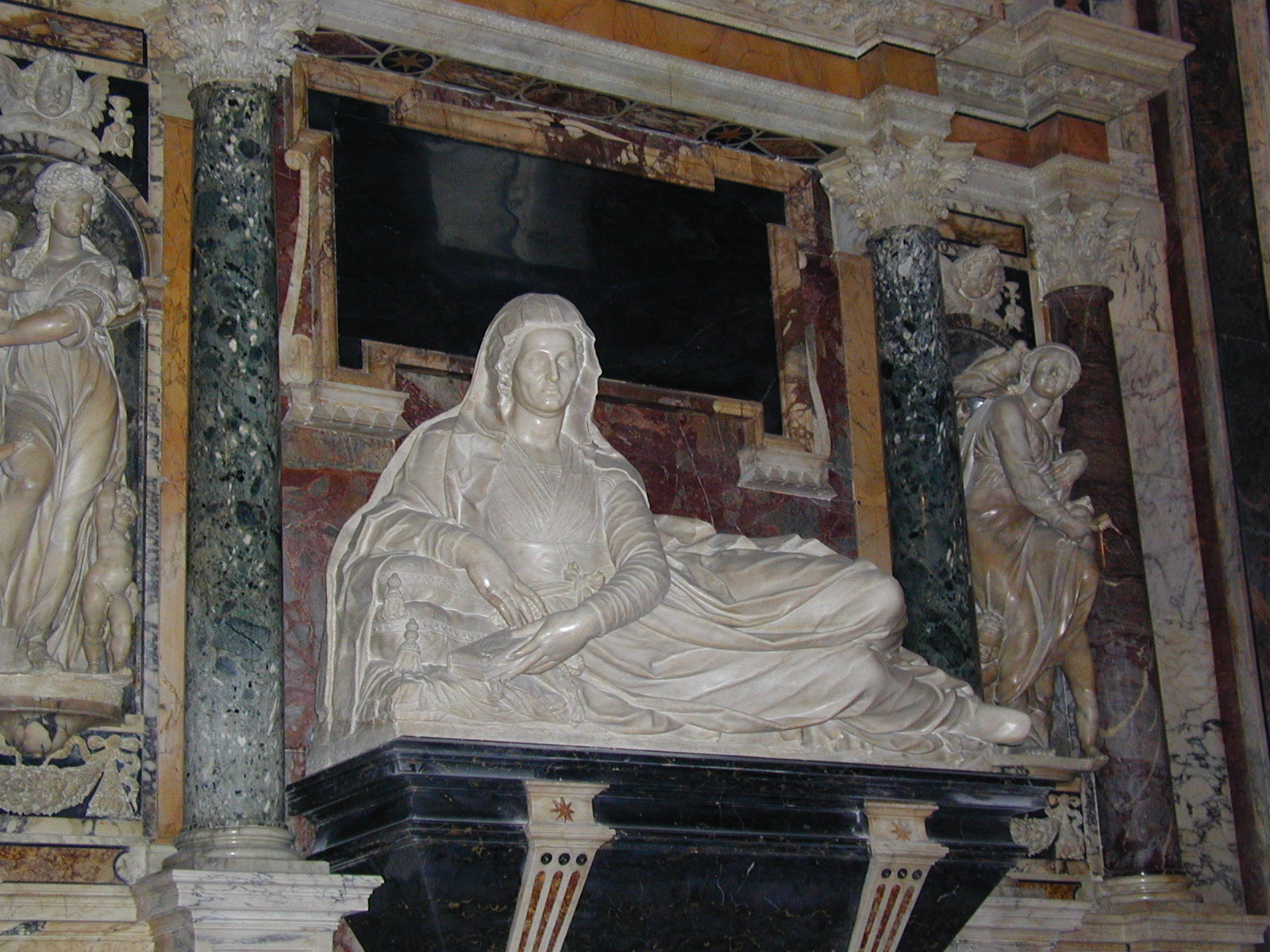
Il monumento funebre di Luisa Dati nella basilica di Santa Maria sopra Minerva, a Roma

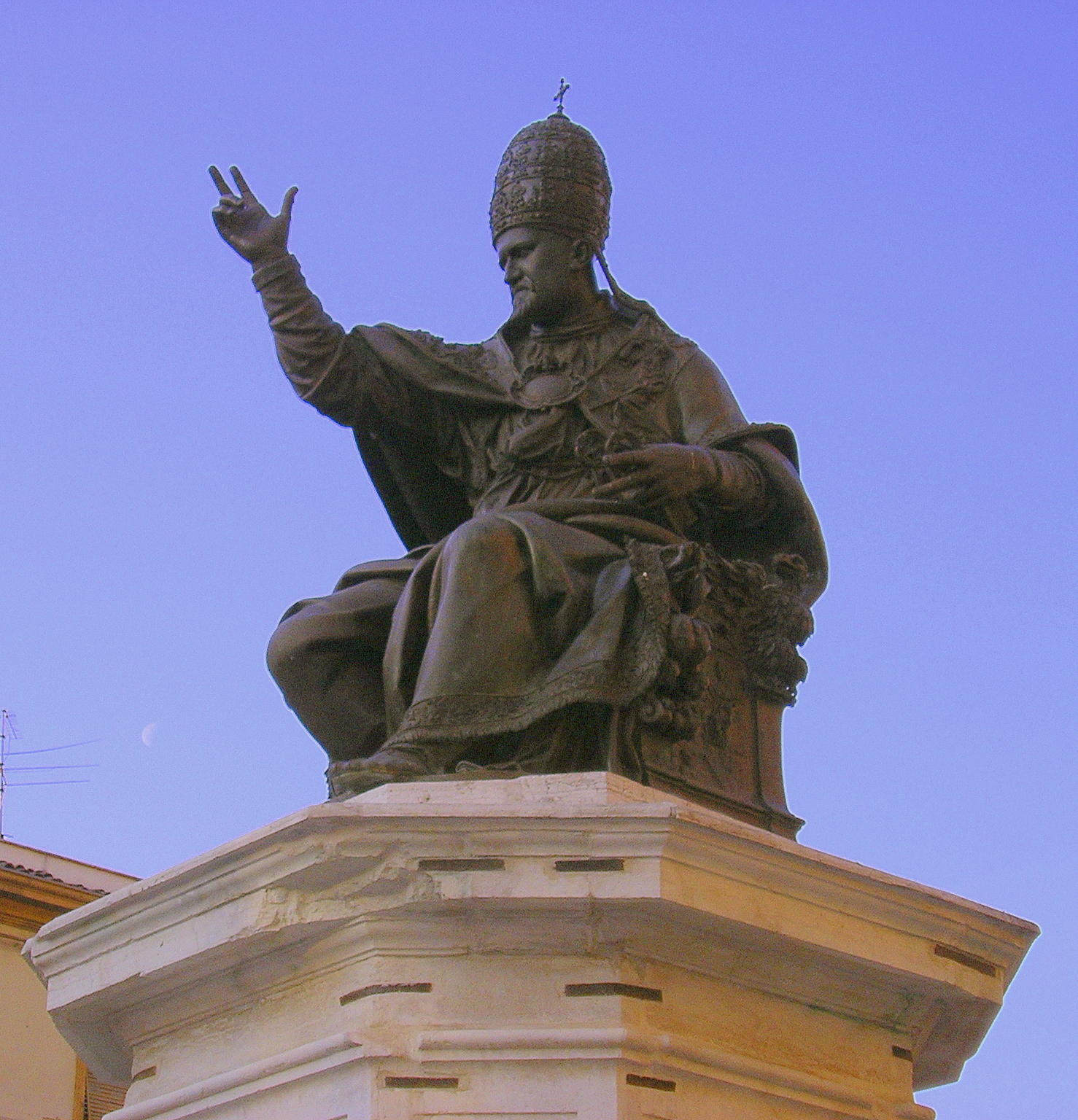
La statua di Paolo V a Rimini

- Angelo (cappella del Santissimo Sacramento, basilica di San Giovanni in Laterano a Roma), 1600[6][11]
- Statua di Santa Silvia (oratorio di Santa Silvia presso San Gregorio al Celio a Roma), 1602-1604[12]
- Statua di San Gregorio (oratorio di Santa Barbara presso San Gregorio al Celio a Roma), 1602-1604[6][12]
- Statue di Luisa Dati e Silvestro Aldobrandini (cappella Aldobrandini nella basilica di Santa Maria sopra Minerva a Roma), dopo il 1602[8]
- Statua di San Sebastiano (cappella Aldobrandini nella basilica di Santa Maria sopra Minerva a Roma), dopo il 1602[6][13]
- Statua de La Carità (cappella Aldobrandini nella basilica di Santa Maria sopra Minerva a Roma), dopo il 1602
- Santa Agnese, tronco antico in alabastro, testa e arti in bronzo dorato (altare maggiore della basilica di Sant'Agnese fuori le mura), prima del 1605[6]
- (Con Ambrogio Malvicino) Statue di Angeli alati che sostengono lo stemma di Paolo V (sagrestia della basilica di Santa Maria Maggiore a Roma), 1607[14]
- (Con Ambrogio Malvicino) Statue di Angeli alati che sostengono lo stemma di Paolo V (facciata del palazzo Apostolico), 1607 circa[11]
- Statua della Zingarella, marmo antico e bronzo (Galleria Borghese a Roma), 1607-1612
- Statua della Zingarella (Museo del Louvre a Parigi)
- Tre Grazie, gruppo antico della collezione Borghese restaurato da Cordier (Museo del Louvre a Parigi), 1609
- Aronne, Davide, Sant'Atanasio e San Bernardo (cappella Borghese della basilica di Santa Maria Maggiore a Roma), 1609-1612[11]
- Statua di Enrico IV di Francia (basilica di San Giovanni in Laterano a Roma), 1606-1609[8]
- Busto di San Pietro (basilica di San Sebastiano fuori le mura a Roma)[15]
- Statua di Paolo V (Piazza Cavour, Rimini),[16] prima del 1614 (eretta nel 1614)[17]
- Statua del Moro (Museo del Louvre a Parigi), 1611-1612

### Attribuzioni discusse o incerte
- Rilievi della tomba di papa Pio V (basilica di Santa Maria Maggiore a Roma)[12]
- San Pietro e San Paolo (frontone della chiesa di San Paolo alle Tre Fontane a Roma)[13][18]